# Maruri-Jatabe
Maruri-Jatabe è un comune spagnolo di 683 abitanti situato nella comunità autonoma dei Paesi Baschi.